# هلن فررس
هلن فررس (انگلیسی: Helen Ferrers؛ ‏ ۱۸۶۹ – ۱۹۴۳) بازیگر اهل بریتانیا بود.
از فیلم‌هایی که وی در آن‌ها نقش داشته‌است، می‌توان به دیک تورپین اشاره نمود.